# Keikyu
La Keikyu (京浜急行電鉄株式会社?, Keihin Kyūkō Dentetsu Kabushiki-gaisha) è una compagnia di trasporti giapponese, facente capo del Fuyō Group, con sede a Minato a Tokyo. Le diverse linee collegano la parte sud-ovest di Tokyo con Kawasaki, Yokohama, Yokosuka e altri punti della penisola di Miura nella prefettura di Kanagawa, e offre anche uno dei due accessi all'Aeroporto di Haneda, in alternativa alla monorotaia di Tokyo. Il nome esteso, Keihin Kyūkō, significa Espresso Keihin, dove Keihin (京浜) indica l'unione fra le aree di Tokyo (東京) e Yokohama (横浜).
I treni della linea principale hanno una velocità massima di 120 km/h, rendendoli i treni più veloci dopo il Keisei Skyliner e lo Tsukuba Express. I binari sono a scartamento ordinario di 1435 mm, diversamente dal tipico scartamento in uso in Giappone di 1067 mm. La maggior parte dei treni sono inoltre caratterizzati dal colore rosso.

## Linee
| Linea            | Tratto                                                | km   | Stazioni |
| ---------------- | ----------------------------------------------------- | ---- | -------- |
| Linea principale | Sengakuji - Uraga                                     | 56,7 | 50       |
| Linea Kurihama   | Horinouchi - Misakiguchi                              | 13,4 | 9        |
| Linea Zushi      | Kanazawa-Hakkei - Shin-Zushi                          | 5,9  | 4        |
| Linea Daishi     | Keikyū Kawasaki - Kojimashinden                       | 4,5  | 7        |
| Linea Aeroporto  | Keikyū Kamata - Aeroporto Haneda - Terminal domestico | 6,5  | 7        |
| Totale           | 5 linee                                               | 87,0 | 73       |

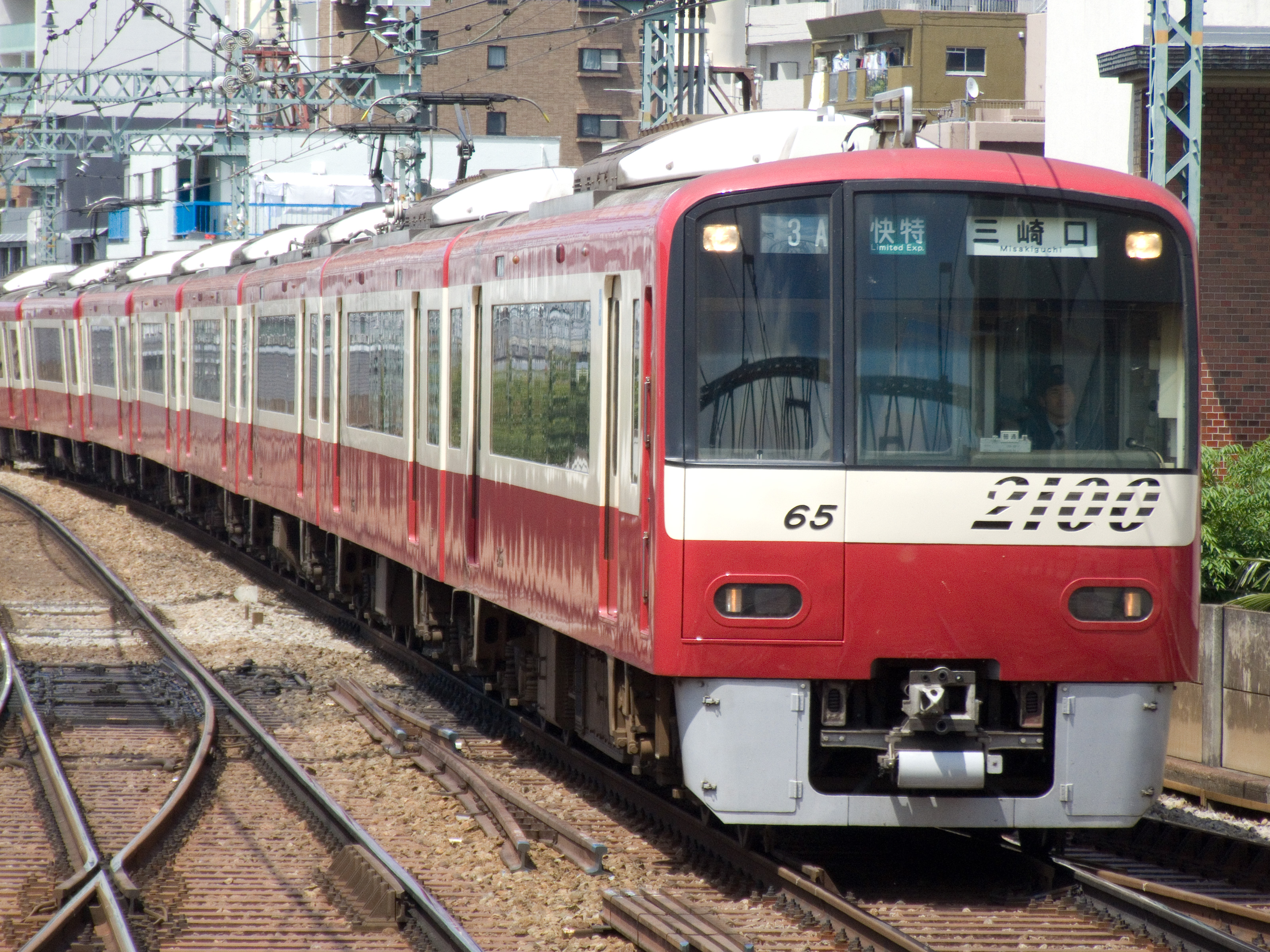
Treno della serie 2100

La linea principale si snoda attraverso Tokyo, Kawasaki, Yokohama, e Yokosuka. La stazione di Shinagawa a Tokyo è il capolinea nord e il servizio espresso "Kaitoku" (快特) è il principale concorrente della linea Yokosuka della JR East. Dalla stazione di Sengakuji i treni possono entrare nella linea Asakusa e quindi linea principale Keisei o ferrovia Hokusō per raggiungere l'Aeroporto Internazionale Narita o le aree di Chiba.

## Tariffe
Prezzo per adulti (per i bambini il prezzo è dimezzato ed eventualmente arrotondato per eccesso alla decina) aggiornato al 21 ottobre 2010.
| Km      | Prezzo (yen) |
| ------- | ------------ |
| <3 km   | 130          |
| 4 - 6   | 150          |
| 7 - 10  | 190          |
| 11 - 15 | 230          |
| 16 - 20 | 270          |
| 21 - 25 | 300          |
| 26 - 30 | 350          |
| 31 - 35 | 410          |
| 36 - 40 | 470          |
| 41 - 45 | 550          |
| 46 - 50 | 620          |
| 51 - 55 | 690          |
| 56 - 60 | 760          |
| 61 - 65 | 830          |
| 66 - 67 | 900          |

## Materiale rotabile

### In servizio

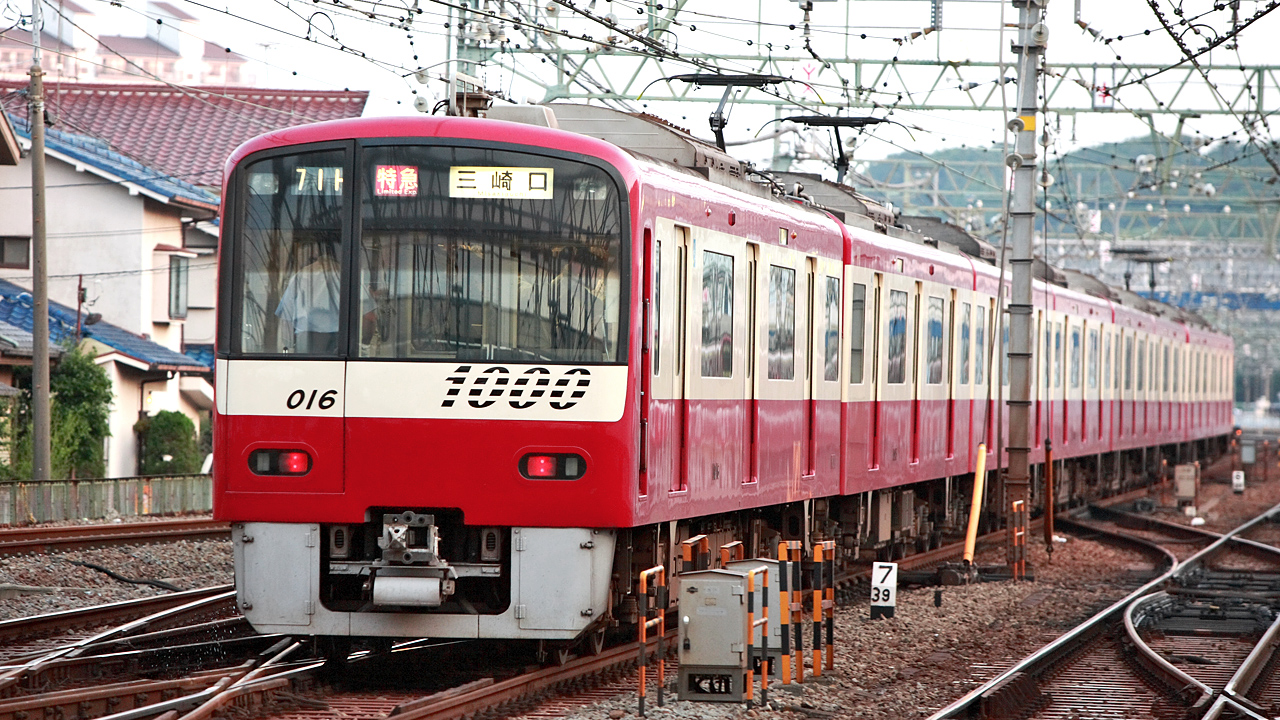
Keikyū serie N1000
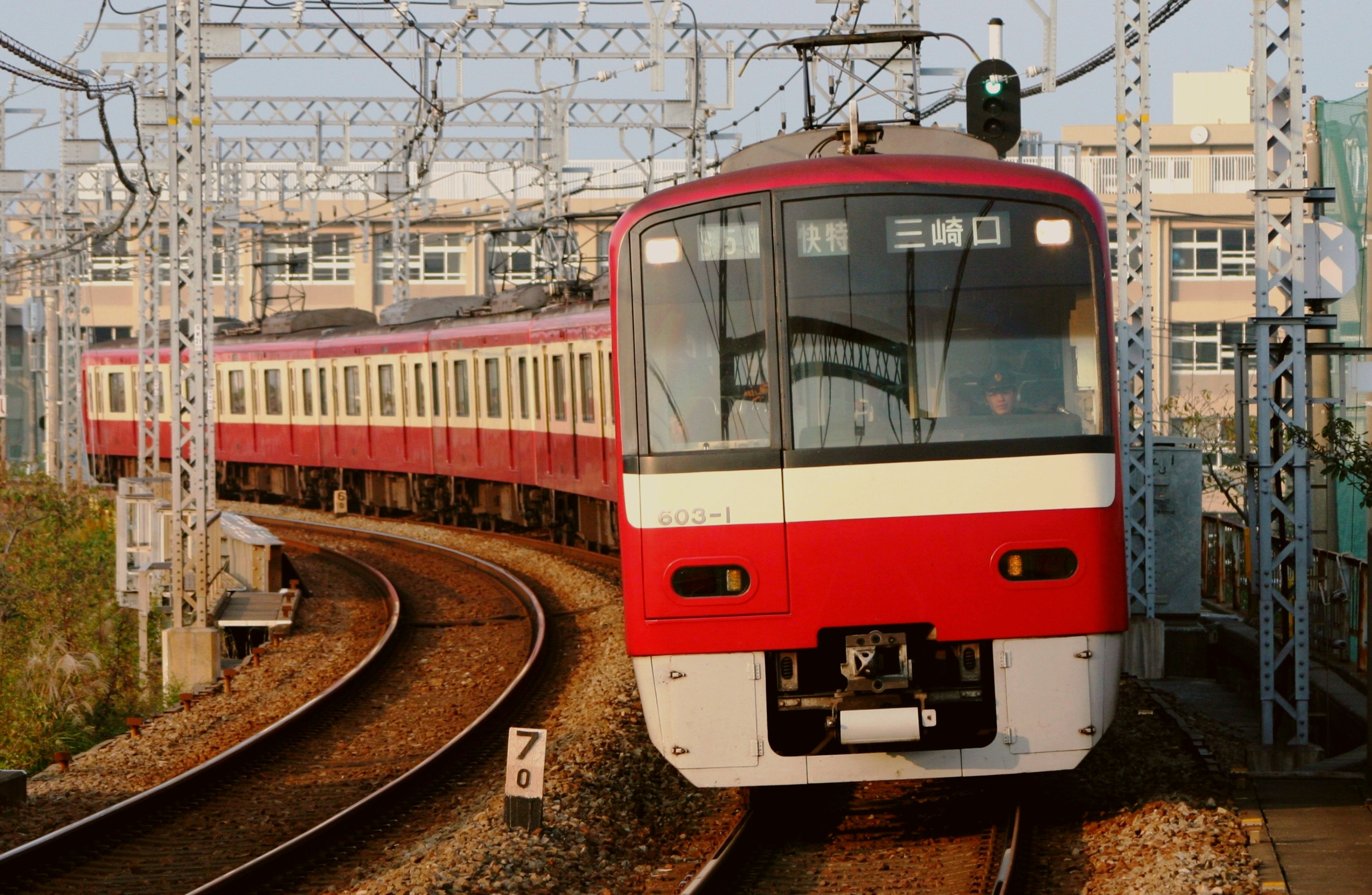
Keikyū serie 600
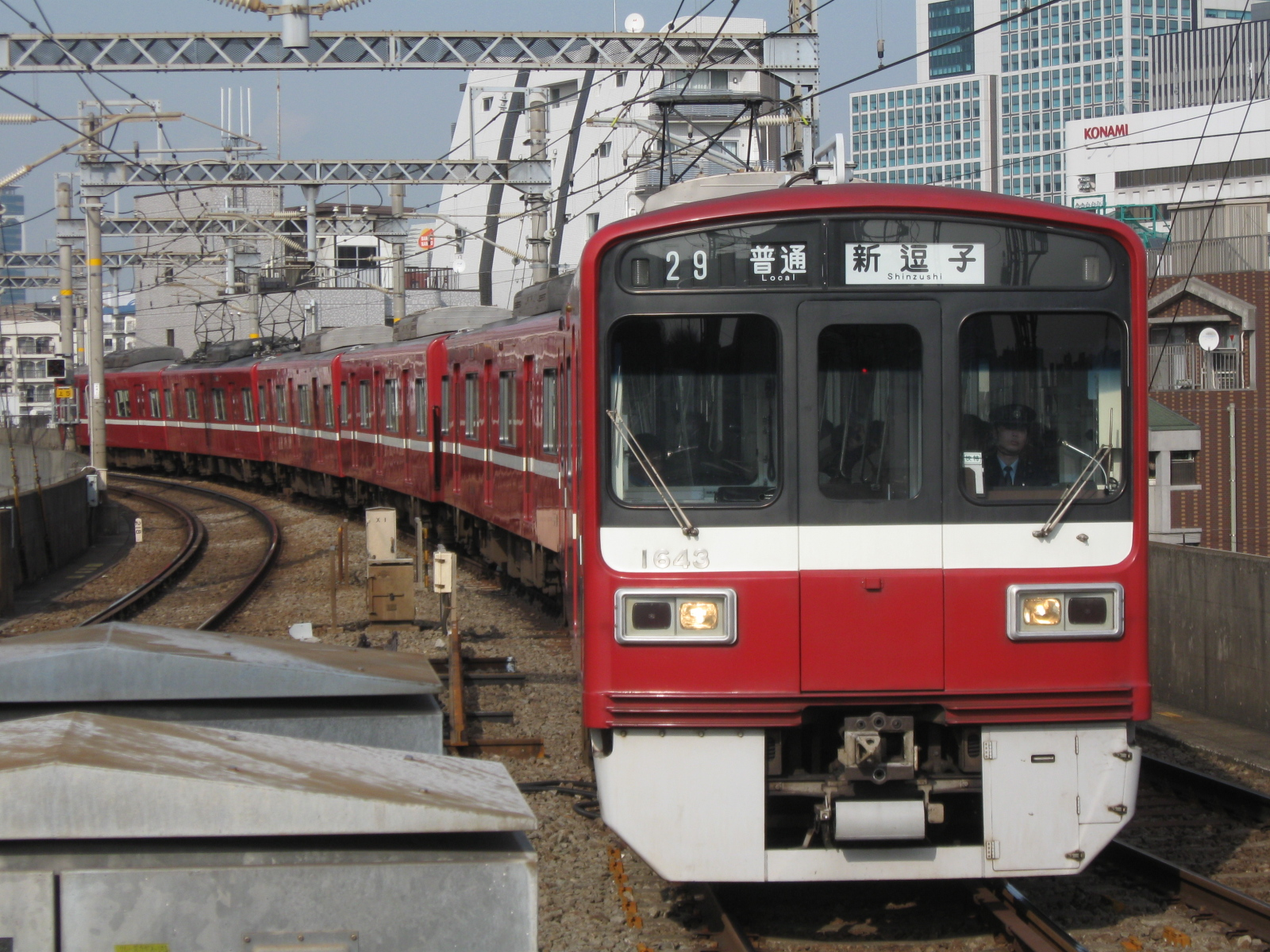
Keikyū serie 1500
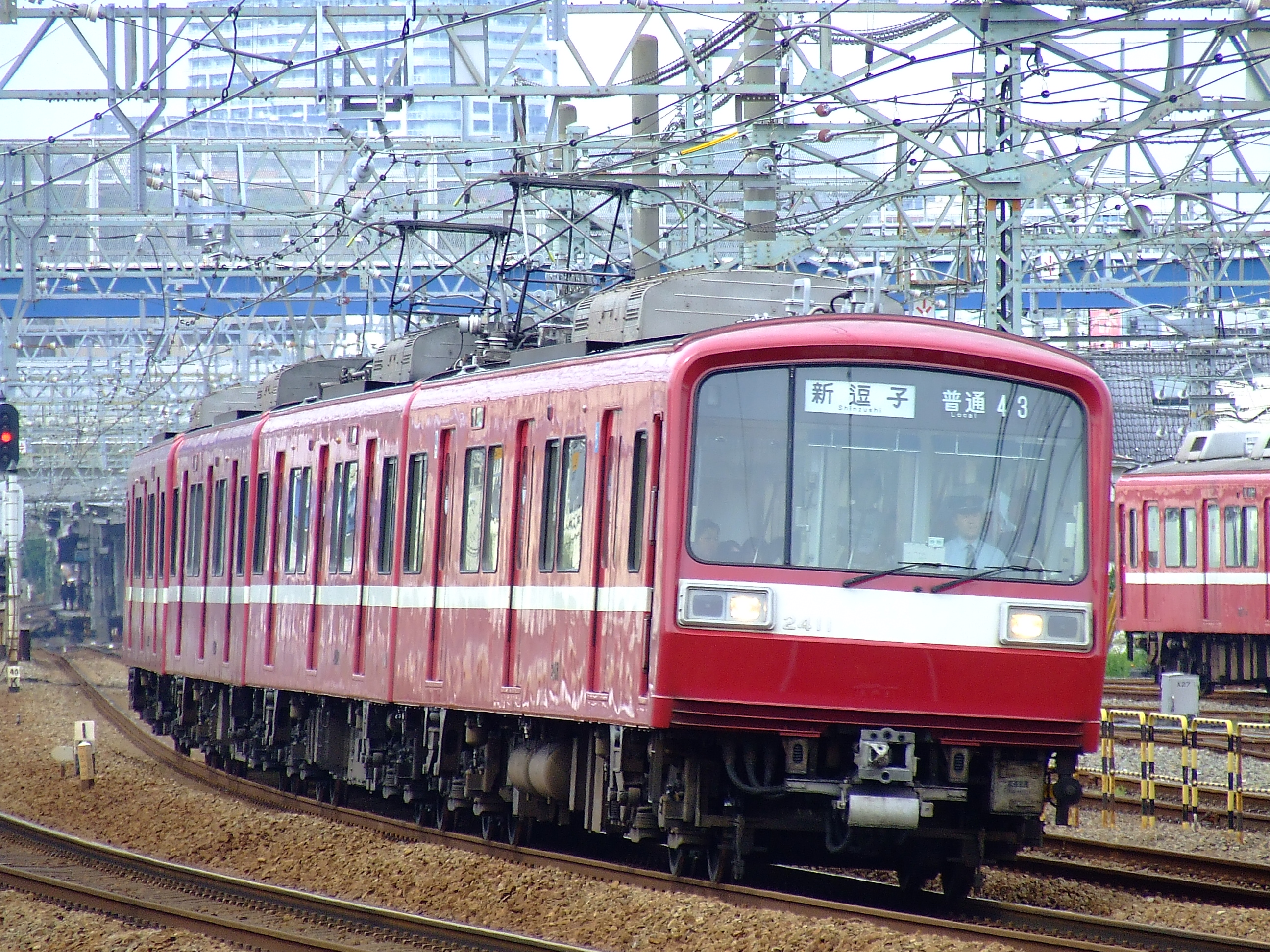
Keikyū serie 2000
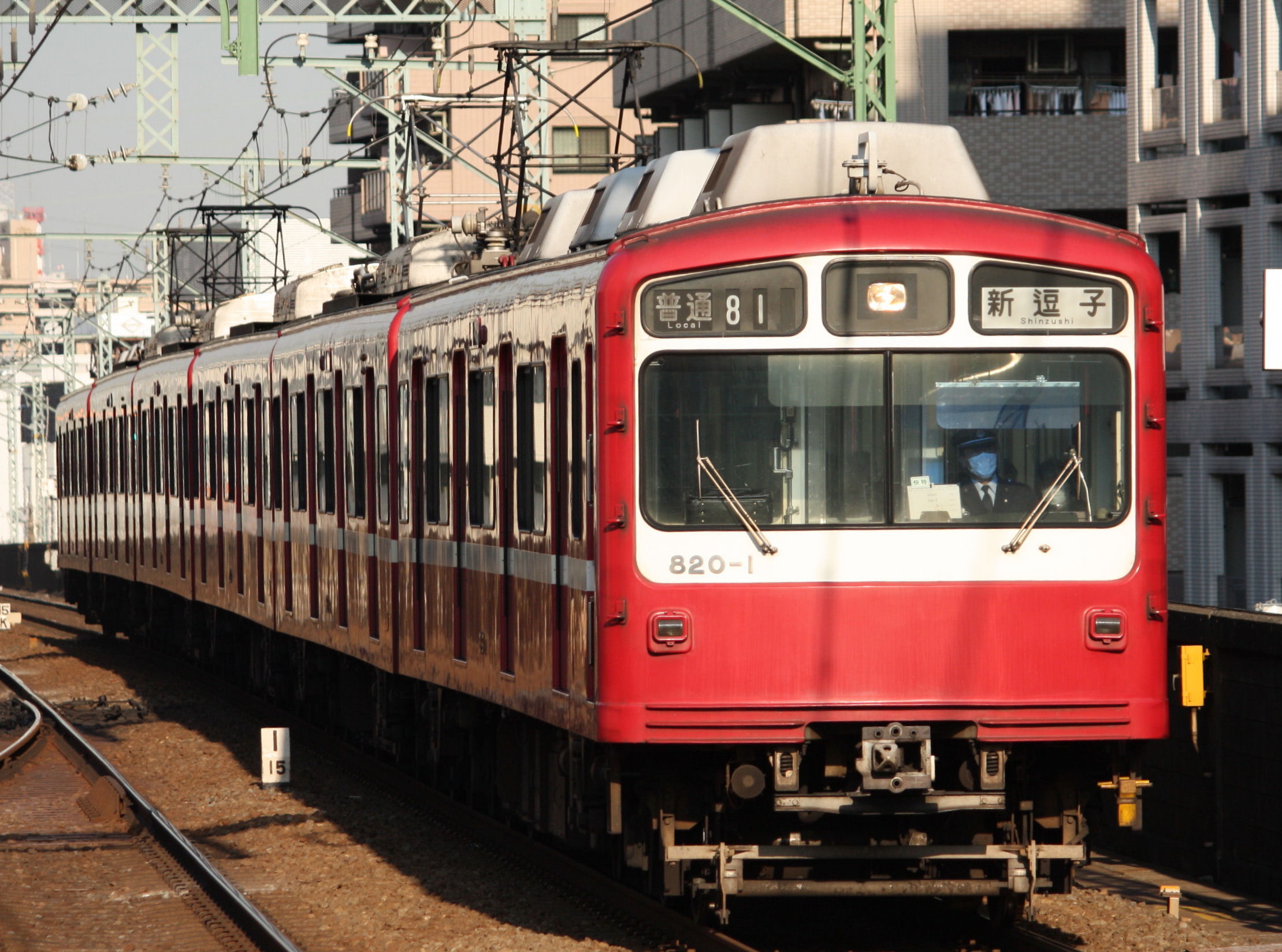
Keikyū serie 800